# Списак епизода серије Клан
Клан је српска телевизијска серија која је премијерно почела са емитовањем од 25. децембра 2020. године на каналу Суперстар ТВ и 26 децембра 2020. на РТС 1. 
Серија Клан броји 3 сезоне и 24 епизоде.

## Преглед
| Сезона | Сезона | Епизоде | Епизоде | Оригинално емитовање | Оригинално емитовање | Оригинално емитовање |
| Сезона | Сезона | Епизоде | Епизоде | Премијера            | Финале               | Мрежа                |
| ------ | ------ | ------- | ------- | -------------------- | -------------------- | -------------------- |
|        | 1.     | 8       | 8       | 25. децембар 2020.   | 15. јануар 2021.     | Суперстар ТВ         |
|        | 2.     | 8       | 8       | 2. јул 2022.         | 24. јул 2022.        | Суперстар ТВ         |
|        | 3.     | 8       | 8       | 8. октобар 2022.     | 2022.                | Суперстар ТВ         |

## Епизоде

### 1. сезона (2020−21)
| Бр. еп. (укупно) | Бр. еп. (у сезони) | Наслов     | Редитељ       | Сценариста    | Премијера          |
| ---------------- | ------------------ | ---------- | ------------- | ------------- | ------------------ |
| 1                | 1                  | Дно        | Бобан Скерлић | Бобан Скерлић | 25. децембар 2020. |
| 2                | 2                  | Диван дан  | Бобан Скерлић | Бобан Скерлић | 25. децембар 2020. |
| 3                | 3                  | Дил        | Бобан Скерлић | Бобан Скерлић | 1. јануар 2021.    |
| 4                | 4                  | Фирма      | Бобан Скерлић | Бобан Скерлић | 1. јануар 2021.    |
| 5                | 5                  | Служба     | Бобан Скерлић | Бобан Скерлић | 8. јануар 2021.    |
| 6                | 6                  | Фелш       | Бобан Скерлић | Бобан Скерлић | 8. јануар 2021.    |
| 7                | 7                  | Патагонија | Бобан Скерлић | Бобан Скерлић | 15. јануар 2021.   |
| 8                | 8                  | Кандидати  | Бобан Скерлић | Бобан Скерлић | 15. јануар 2021.   |

### 2. сезона (2022)
| Бр. еп. (укупно) | Бр. еп. (у сезони) | Наслов       | Редитељ       | Сценариста                       | Премијера     |
| ---------------- | ------------------ | ------------ | ------------- | -------------------------------- | ------------- |
| 9                | 1                  | "Кампања"    | Бобан Скерлић | Бобан Скерлић и Кристина Ђуковић | 2. јул 2022.  |
| 10               | 2                  | "Избори"     | Бобан Скерлић | Бобан Скерлић и Кристина Ђуковић | 3. јул 2022.  |
| 11               | 3                  | "Револуција" | Бобан Скерлић | Бобан Скерлић и Кристина Ђуковић | 9. јул 2022.  |
| 12               | 4                  | "Тајкун"     | Бобан Скерлић | Бобан Скерлић и Кристина Ђуковић | 10. јул 2022. |
| 13               | 5                  | Мунгос       | Бобан Скерлић | Бобан Скерлић и Кристина Ђуковић | 16. јул 2022. |
| 14               | 6                  | Мардељ       | Бобан Скерлић | Бобан Скерлић и Кристина Ђуковић | 17. јул 2022. |
| 15               | 7                  | Сведок       | Бобан Скерлић | Бобан Скерлић и Кристина Ђуковић | 23. јул 2022. |
| 16               | 8                  | Бројач       | Бобан Скерлић | Бобан Скерлић и Кристина Ђуковић | 24. јул 2022. |

### 3. сезона (2022)
| Бр. еп. (укупно) | Бр. еп. (у сезони) | Наслов    | Редитељ       | Сценариста                       | Премијера         |
| ---------------- | ------------------ | --------- | ------------- | -------------------------------- | ----------------- |
| 17               | 1                  | Одлука    | Бобан Скерлић | Бобан Скерлић и Кристина Ђуковић | 8. октобар 2022.  |
| 18               | 2                  | Снајпер   | Бобан Скерлић | Бобан Скерлић и Кристина Ђуковић | 9. октобар 2022.  |
| 19               | 3                  | Потерница | Бобан Скерлић | Бобан Скерлић и Кристина Ђуковић | 15. октобар 2022. |
| 20               | 4                  | Ванредно  | Бобан Скерлић | Бобан Скерлић и Кристина Ђуковић | 16. октобар 2022. |
| 21               | 5                  | Бежанија  | Бобан Скерлић | Бобан Скерлић и Кристина Ђуковић | 22. октобар 2022. |
| 22               | 6                  | Мамац     | Бобан Скерлић | Бобан Скерлић и Кристина Ђуковић | 23. октобар 2022. |
| 23               | 7                  | Гулаш     | Бобан Скерлић | Бобан Скерлић и Кристина Ђуковић | 29. октобар 2022. |
| 24               | 8                  | Браћа     | Бобан Скерлић | Бобан Скерлић и Кристина Ђуковић | 30. октобар 2022. |